# 東京電力エナジーパートナー
東京電力エナジーパートナー株式会社（とうきょうでんりょくエナジーパートナー、TEPCO Energy Partner, Inc.）は、東京電力ホールディングス傘下の小売電気事業者、ガス小売事業者である。略称は、東京電力、東電、東電EP。

## 概要
発電事業者から仕入れた電気を家庭、工場などの一般の需要家に販売する企業。東京電力（現・東京電力ホールディングス、以下：東電）の分社化の際、東電から需要家との契約約2,900万件を引き継いだため、日本最大の小売電気事業者である。かつての東電の小売区域であった関東地方に加えて、沖縄を除く全国の需要家向けにも営業活動を展開している。
小売電気事業者であるため、かつての東電とは異なり、自前の発電所や送電線は持たない。発電事業者に発電料を支払って発電してもらい、一般送配電事業者（東電管内では東京電力パワーグリッド）に託送料を支払い、配電してもらうことにより、契約した需要家に電気を供給している。
2017年（平成29年）7月、東京ガスの導管網を利用して家庭向けに都市ガスを供給する事業に参入した。
近年はスマートフォンの普及に伴い、2018年7月からモバイルバッテリーレンタルサービス「充レン」の供用が、東京都内のお台場エリアを皮切りに開始された。2019年4月25日には湘南モノレールの大船駅・湘南江の島駅に「充レン」サービススタンドが導入され、神奈川県内では初進出となった。2020年までに約1万台の設置を目指し、また設置エリアも順次拡大していく。

## 沿革
- 2013年（平成25年）4月1日 - 東電の社内組織として「カスタマーサービス・カンパニー」が発足[6]。
- 2015年（平成27年）4月1日 - 東電が100%子会社として「東京電力小売電気事業分割準備株式会社」を設立。
- 2016年（平成28年）
  - 4月1日 - 
    - 準備会社が商号を東京電力エナジーパートナー株式会社に変更。東電本体から「カスタマーサービス・カンパニー」の事業（小売電気事業）を承継。
    - 新会員サイト「くらしTEPCO」を開設。くらしTEPCO加入者向けに電力自由化に合わせた専用プランを東電・中部電力・関西電力エリアで提供開始。また、ソフトバンクと協業で「ソフトバンクでんき」提供開始（サービス内容・提供エリアはくらしTEPCOとほぼ同等。FITでんきプランは東電ではなくSBパワーの提供。）。

  - 11月17日 - 小売電気事業者では初めて電力・ガス取引監視等委員会から業務改善勧告を受けた[7]。日本卸電力取引所の電力市場で相場操縦をしたことが原因。
  - 12月26日 - 2017年4月からの家庭用都市ガス小売事業自由化に伴い、日本瓦斯と卸供給契約を締結。
- 2017年（平成29年）
  - 4月 - ガス小売事業者の登録を受ける。
  - 5月 - 東京ガスの供給区域内で、家庭向け都市ガス供給の受付を開始（都市ガス契約プラン名称は「とくとくガスプラン」）。
  - 9月19日 - 株式会社ICMGとの合弁会社、TEPCO i-フロンティアズを設立。
- 2018年（平成30年）
  - 7月 - 新キャラクター「テプコン」による営業活動を開始。
  - 10月11日 - 電力・ガス取引監視等委員会から業務改善勧告。需要家に対し契約締結前・後に交付しなければならない書面を交付しなかったことなどが原因。
- 2019年（平成31年・令和元年）1月28日 - 本社をニューピア竹芝ノースタワーから銀座三井ビルディングに移転。

## CM出演者
- 大泉洋（TEAM NACS）[8]
- メイプル超合金[8]
- 3時のヒロイン[8]

## 不祥事
- 2023年2月10日、経済産業省は同省が管理する再生可能エネルギーの発電事業者のシステムに東京電力エナジーパートナー社員がアクセスし、事業者情報を同社が不正に閲覧していたと発表した[9]。